# Chicken Nugget (TV-serie)
Chicken Nugget är en sydkoreansk komediserie som hade premiär på strömningstjänsten Netflix den 15 mars 2024. Första säsongen består av tio avsnitt. Serien är regisserad av Lee Byeong-heon.

## Handling
Serien kretsar kring en kvinna, som efter ett missöde, förvandlas till en kycklingnugget. Hennes pappa och hans praktikant ger sig ut för att rädda henne.

## Rollista (i urval)
- Ryu Seung-ryong – Choi Seon-man
- Ahn Jae-hong – Baek-joong
- Kim Yoo-jung – Choi Min-ah
- Jung Ho-yeon – Hong Cha